# Воля-Замбровска
Воля-Замбровска (пол. Wola Zambrowska) — деревня в Замбрувском повете Подляского воеводства Польши. Входит в состав гмины Замбрув. По данным переписи 2011 года, в деревне проживало 707 человек.

## География
Деревня расположена на северо-востоке Польши, на правом берегу реки Яблонка, на расстоянии приблизительно 3 километров (по прямой) к юго-востоку от города Замбрув, административного центра повета. Абсолютная высота — 123 метра над уровнем моря. Через Воля-Замбровску проходит национальная автодорога 66.

## История
Согласно «Списку населенных мест Ломжинской губернии», в 1906 году в деревне Воля-Замбровская проживал 681 человек (349 мужчин и 332 женщины). В конфессиональном отношении большинство население деревни составляли католики (677 человек), остальные — евреи. В административном отношении деревня входила в состав гмины Длугоборж-Хлопский Ломжинского уезда.
В период с 1975 по 1998 годы Воля-Замбровска являлась частью Ломжинского воеводства.